# Viveiro
Viveiro – miasto w Hiszpanii, w prowincji Lugo, we wspólnocie autonomicznej Galicja (Hiszpania).

## Historia
- 1112 – pierwsza zachowana wzmianka o mieście pochodząca z dokumentu ustanawiającego biskupstwo Mondonedo sygnowanego przez królową Kastylii i Leónu Urrakę.
- 1891 – nadanie praw miejskich przez królową Hiszpanii Marię Krystynę Austriacką.

## Zabytki i miejsca warte zobaczenia

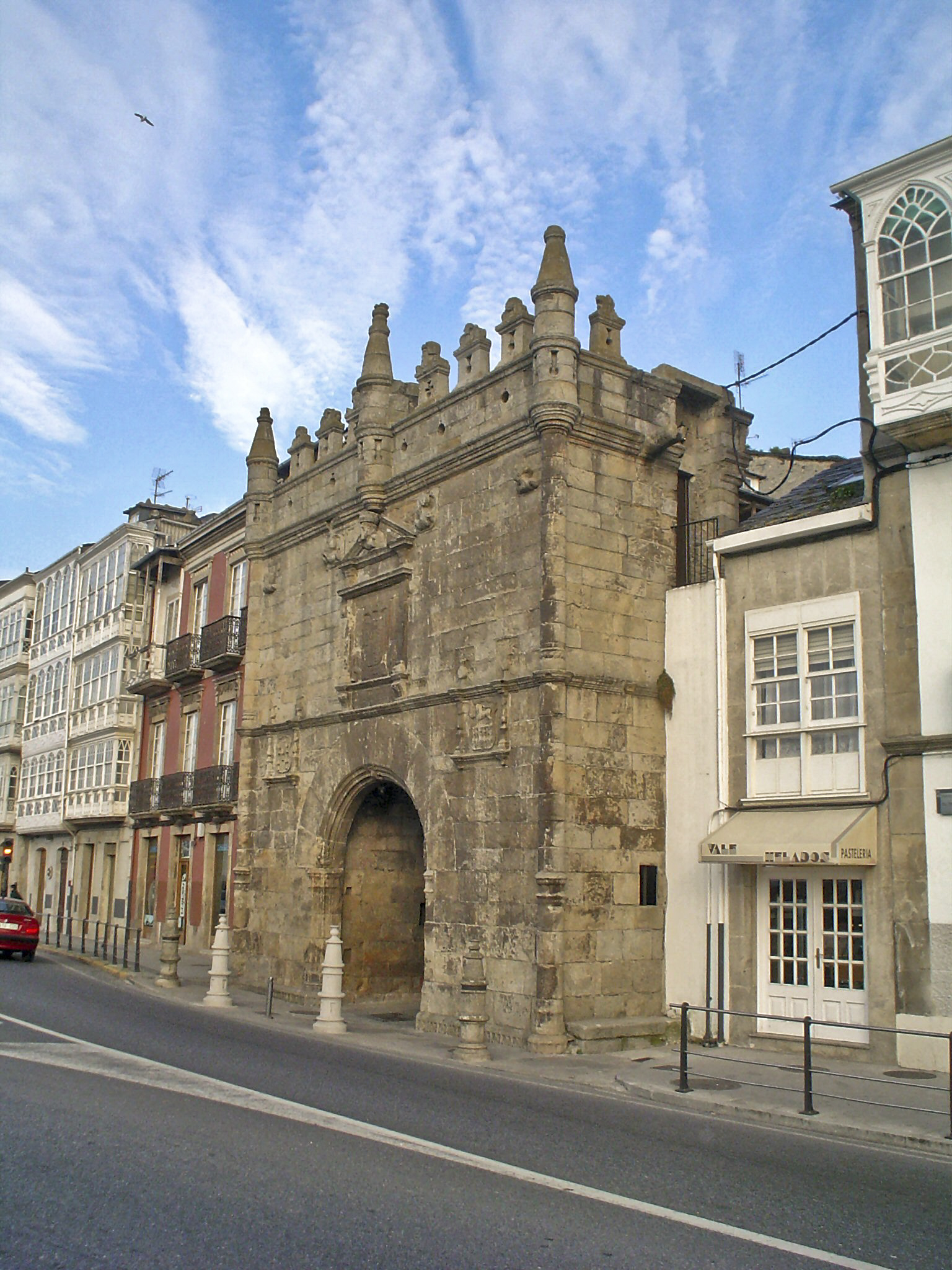
Brama Karola V

- pozostałości dawnych murów miejskich, z których najlepiej zachowała się Brama Karola V, zaprojektowana przez Pedro Poderoso w stylu plateresco ozdobiona herbami i medalionami.
- Most Misericordia (zwany też Ponte Maior) – XV-wieczny most położony naprzeciw bramy Karola V.
- Kościół Santa Maria do Campo[1]wyróżniający się barokową dzwonnicą i wieżą zegarową z XIX wieku.
- Jednonawowy kościół San Francisco łączący styl romański z gotyckim, wyróżniający się piękną absydą.